# Liste des princes de Smolensk
Liste des princes qui ont régné sur Smolensk. 

## Histoire de la principauté
La principauté de Smolensk apparaît avec les Rurikides Wiaceslav (mort en 1057) et Igor (mort en 1060), fils de Iaroslav le Sage.Elle est ensuite contrôlée par Vladimir II Monomaque puis deux de ses fils Sviatoslav (mort en 1114) et Wiaceslav (mort en 1155). 
Un fils de Mstislav Ier, Rostislav Ier est le fondateur d'une lignée qui se maintient jusqu'au début du XVe siècle. Après avoir été occupée temporairement par les Lituaniens de 1395 à 1404, Smolensk est annexée par la Lituanie en 1404. Elle passe ensuite avec elle à la Pologne. la ville revient à la Russie en 1514 à la Pologne en 1611 et enfin définitivement à la Russie en 1687.

## Liste des princes
- 1054-1057 : Vyacheslav Yaroslavich (en)
- 1057-1060 : Igor Iaroslavitch

.../...
- 1077-1113 : Vladimir II Monomaque ;
- 1113-1114 : Sviastoslav son fils ;
- 1114-1127 : Viatcheslav Ier son frère ;
- 1127-1159 : Rostislav mort en 1167 ;
- 1159-1171 : Roman son fils ;
- 1171-1175 : Iaropolk son fils ;
- 1175-1180 : Roman rétabli mort en 1180 ;
- 1180-1196 : David son oncle mort en 1197 ;
- 1197-1223 : Mstislav Boris fils de Roman mort en 1223 ;
- 1223-1230 : Mstislav fils de David mort en 1230 ;,
- 1232-???? : Sviastolav fils de Mstislav Romanovitch ;
- 1240-1240 : Rostislav fils de Mstislav Davidovitch ;
- 1240-1277 : Gleb son fils ;
- 1277-1279 : Michel son frère ;
- 1279-1285 : Feodor son frère, prince de Iaroslav (mort en 1299);
- 1285-1311 : Alexandre fils de Gleb ;
- 1313-1359 : Ivan son fils ;
- 1359-1386 : Sviatoslav son fils ;
- 1386-1395 : Georges son fils ;
- 1395-1402 : Occupation lituanienne
- 1402-1404 : Georges rétabli mort vers 1407 ;
- 1404-1404 : Annexion par la Lituanie.

## Sources
- Anthony Stokvis, Manuel d'histoire, de généalogie et de chronologie de tous les États du globe, depuis les temps les plus reculés jusqu'à nos jours, préf. H. F. Wijnman, Réédition Israël, 1966, Chapitre V tableau généalogique no 2 « Généaogie des Rurikides II » p. 337.